# Ivan Sangilla
Ivan Gjuro Sangilla (pl. Freundsberg) (Beč, 10. siječnja 1777. – Varaždin, 25. studenoga 1832.), hrvatski tiskar, utemeljitelj tiskarstva i nakladništva u Varaždinu.

## Životopis
Sangilla je španjolska obitelji čiji je član Horacije došao u Beč kao kapetan španjolske pukovnije. Vjenčanjem Horacija s potomkinjom njemačkog viteza Freundsberga 15. listopada 1732. obitelj je dobila predikat Freundsberg. Potomak te obitelj Ivan bio je predodređen za vojnu službu, ali je zbog slaba zdravlja nije mogao obavljati, pa je stoga u vremenu od 1790. do 1795. u Albertovoj tiskari u Beču izučavao zanat za slovoslagara, gdje je nakon školovanja radio još dvije godine, do 1797. Nakon toga je radio kod knjigotiskara Johanna Kinreicha do 1809., kada je dobio posao poslovođe u knjigotiskari Kleinmayer u Ljubljani. Na tom mjestu radio je do 1810., kada se opet vratio kod Keinreicha i radio do 1820., kada je dobio dopuštenje za osnivanje tiskare u Varaždinu. Tom prigodom od vlasnika tiskare Kinreicha dobio otpusnu svjedodžbu u kojoj se navodi: “Nakon što pak se on sada odlučio osnovati vlastitu knjigotiskaru u sl. k. gradu Varaždinu, smatram se obvezatnim izdati mu vjerodostojnu svjedodžbu o njegovoj izvanrednoj sposobnosti, povezanoj s izvrsnim poštenjem, kako bih ga najbolje preporučio kod vrlo uvaženih kraljevskih vlasti. Graz, 6. svibnja 1820. - Johann Arndt Kinreich, vlastoručno.:260.
Tiskara je i službeno započela s radom 30. ožujka 1821., a materijale je tiskala na kajkavsko-hrvatskom, njemačkom i latinskom jeziku. 
Prvo tiskano djelo tiskare bilo je djelo Antuna Rožića (Pervi temelji diačkoga jezika za početnike), te još dva djela istog autora, tiskana 1822. i 1823. (Vocabularium ili rečnik najpotrebnešeh rečih vu treh jezikah saderžavajući i Kratki zavjetek zemaljskoga ispisivanja, Horvatske i Vugerske zemlje, i oneh orsagov, koji su s vugerskom krunom sjedinjeni). Na kajkavsko-hrvatskom jeziku u tiskari su tiskana još i djela Josipa Vračana, Ignjata Krstijanovićaa, Josipa Severa, Jakoba Lovrenčića, Tome Mikloušića i drugih. Sangilla je izdavao i perodičke publikacije. Tako je 1821. izašao Horvatski kalendar, a 1829. Warasdiner Schreibkalender.
Sangila je 1832. obolio i iste godine preminuo. Između ostaloga, u oporuci je naveo da želi da se tiskara proda na dražbi zato što se njegov sin Ivan nije posvetio tiskarstvu. Na javnoj dražbi održanoj 25. lipnja 1833. tiskaru je za 4000 forinti kupio njegov zet Josip Platzer i tako nastavio djelatnost.:261.